# 돔보바르구

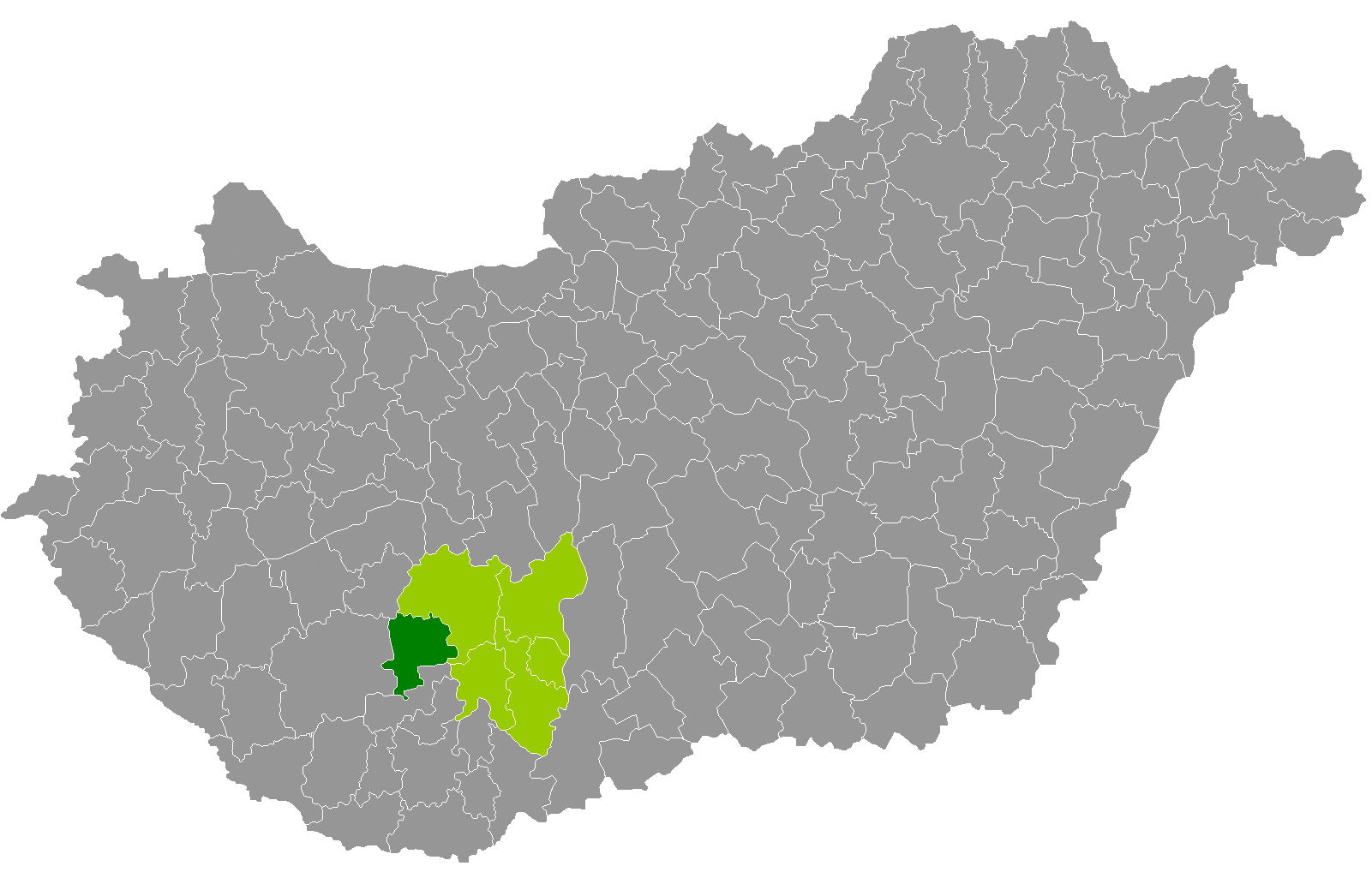
톨너주 지도에 표시된 돔보바르구의 위치

돔보바르구(헝가리어: Dombóvári járás)는 헝가리 톨너주에 위치한 구로 구청 소재지는 돔보바르이며 면적은 509.02km2, 인구는 32,331명(2011년 기준), 인구 밀도는 64명/km2이다.
북쪽과 동쪽으로는 터마시구, 남쪽으로는 버러녀주 헤지하트구, 서쪽으로는 쇼모지주 커포슈바르구, 터브구와 접한다. 16개 지방 자치체(1개 시, 15개 마을)를 관할한다.

구 문장